# Campionati italiani primaverili di nuoto 1989
I trentaseiesimi Campionati italiani primaverili di nuoto si sono svolti a Ravenna dal 16 al 19 marzo 1989. È stata utilizzata la vasca da 50 metri.

## Podi

### Uomini
| Evento               | Oro                                                                                | Tempo    | Argento | Tempo | Bronzo | Tempo |
| Stile libero         |                                                                                    |          |         |       |        |       |
| 50 m                 | Giuseppe De Marco                                                                  | 23"75    |         | -     |        | -     |
| 100 m                | Roberto Gleria                                                                     | 51"70    |         | -     |        | -     |
| 200 m                | Giorgio Lamberti                                                                   | 1'49"91  |         | -     |        | -     |
| 400 m                | Massimo Trevisan                                                                   | 3'55"19  |         | -     |        | -     |
| 1500 m               | Massimiliano Bensi                                                                 | 15'43"13 |         | -     |        | -     |
| Dorso                |                                                                                    |          |         |       |        |       |
| 100 m                | Valerio Giambalvo                                                                  | 58"33    |         | -     |        | -     |
| 200 m                | Stefano Battistelli                                                                | 2'00"63  |         | -     |        | -     |
| Rana                 |                                                                                    |          |         |       |        |       |
| 100 m                | Massimiliano Cagelli                                                               | 1'03"83  |         | -     |        | -     |
| 200 m                | Francesco Postiglione                                                              | 2'18"39  |         | -     |        | -     |
| Farfalla             |                                                                                    |          |         |       |        |       |
| 100 m                | Leonardo Michelotti                                                                | 55"50    |         | -     |        | -     |
| 200 m                | Marco Pozzoni                                                                      | 2'02"54  |         | -     |        | -     |
| Misti                |                                                                                    |          |         |       |        |       |
| 200 m                | Stefano Battistelli                                                                | 2'02"87  |         | -     |        | -     |
| 400 m                | Stefano Battistelli                                                                | 4'20"75  |         | -     |        | -     |
| Staffette            |                                                                                    |          |         |       |        |       |
| 4x100 m stile libero | Leonessa Brescia Leonardo Michelotti Giorgio Lamberti Marco Colombo Roberto Gleria | 3'27"97  |         | -     |        | -     |
| 4x200 m stile libero | Leonessa Brescia Leonardo Michelotti Giorgio Lamberti Marco Colombo Roberto Gleria | 7'37"96  |         | -     |        | -     |
| 4x100 m stile misti  | Fiamme Gialle Roberto Cassio Lorenzo Carbonari Marco Braida Fraschi                | 3'50"70  |         | -     |        | -     |

### Donne
| Evento               | Oro                                                                              | Tempo   | Argento | Tempo | Bronzo | Tempo |
| Stile libero         |                                                                                  |         |         |       |        |       |
| 50 m                 | Silvia Persi                                                                     | 26"76   |         | -     |        | -     |
| 100 m                | Silvia Persi                                                                     | 58"04   |         | -     |        | -     |
| 200 m                | Manuela Melchiorri                                                               | 2'05"21 |         | -     |        | -     |
| 400 m                | Manuela Melchiorri                                                               | 4'16"66 |         | -     |        | -     |
| 800 m                | Manuela Melchiorri                                                               | 8'39"58 |         | -     |        | -     |
| Dorso                |                                                                                  |         |         |       |        |       |
| 100 m                | Lorenza Vigarani                                                                 | 1'04"30 |         | -     |        | -     |
| 200 m                | Lorenza Vigarani                                                                 | 2'20"05 |         | -     |        | -     |
| Rana                 |                                                                                  |         |         |       |        |       |
| 100 m                | Manuela Dalla Valle                                                              | 1'10"38 |         | -     |        | -     |
| 200 m                | Annalisa Nisiro                                                                  | 2'32"19 |         | -     |        | -     |
| Farfalla             |                                                                                  |         |         |       |        |       |
| 100 m                | Ilaria Tocchini                                                                  | 1'03"45 |         | -     |        | -     |
| 200 m                | Manuela Melchiorri                                                               | 2'18"16 |         | -     |        | -     |
| Misti                |                                                                                  |         |         |       |        |       |
| 200 m                | Roberta Felotti                                                                  | 2'20"06 |         | -     |        | -     |
| 400 m                | Roberta Felotti                                                                  | 4'53"67 |         | -     |        | -     |
| Staffette            |                                                                                  |         |         |       |        |       |
| 4x100 m stile libero | Lib. Safa Torino Nadia Pautasso Mara Data Ilaria Sciorelli Emanuela Viola        | 3'58"59 |         | -     |        | -     |
| 4x200 m stile libero | RN Veneto Elena Piatto Cerruti Lucia Massa Caterina Borgato                      | 8'34"58 |         | -     |        | -     |
| 4x100 m stile misti  | Lib. Safa Torino Laura Savarino Cristiana Giordano Emanuela Viola Nadia Pautasso | 4'21"63 |         | -     |        | -     |